# Гаммонд (Вісконсин)
Гаммонд (англ. Hammond) — селище (англ. village) в США, в окрузі Сент-Круа штату Вісконсин. Населення — 1873 особи (2020).

## Географія
Гаммонд розташований за координатами 44°58′7″ пн. ш. 92°26′17″ зх. д. / 44.96861° пн. ш. 92.43806° зх. д. (44.968730, -92.437931).  За даними Бюро перепису населення США в 2010 році селище мало площу 5,56 км², уся площа — суходіл.

## Демографія
Згідно з переписом 2010 року, у селищі мешкали 1922 особи в 715 домогосподарствах у складі 499 родин. Густота населення становила 345 осіб/км².  Було 773 помешкання (139/км²).
Расовий склад населення:
| - 96,0 % — білих - 0,7 % — азіатів - 0,5 % — чорних або афроамериканців - 0,4 % — корінних американців - 0,1 % — вихідців з тихоокеанських островів |

До двох чи більше рас належало 1,8 %. Частка іспаномовних становила 2,9 % від усіх жителів.
За віковим діапазоном населення розподілялося таким чином: 29,3 % — особи молодші 18 років, 61,6 % — особи у віці 18—64 років, 9,1 % — особи у віці 65 років та старші. Медіана віку мешканця становила 33,1 року. На 100 осіб жіночої статі у селищі припадало 98,8 чоловіків;  на 100 жінок у віці від 18 років та старших — 97,5 чоловіків також старших 18 років.
Середній дохід на одне домашнє господарство  становив 74 084 долари США (медіана — 66 406), а середній дохід на одну сім'ю — 80 238 доларів (медіана — 75 484). Медіана доходів становила 54 375 доларів для чоловіків та 37 337 доларів для жінок. За межею бідності перебувало 6,5 % осіб, у тому числі 8,0 % дітей у віці до 18 років та 7,4 % осіб у віці 65 років та старших.
Цивільне працевлаштоване населення становило 1096 осіб. Основні галузі зайнятості: виробництво — 24,7 %, освіта, охорона здоров'я та соціальна допомога — 18,7 %, роздрібна торгівля — 12,1 %, будівництво — 7,5 %.